# Красногрудая танагра
Красногрудая танагра (лат. Compsothraupis loricata) — вид птиц из семейства танагровых. Птицы обитают в субтропических и тропических засушливых и низменных влажных лесах, на высоте 0—1000 метров над уровне моря, от восточного Мараньяна, Пиауи, Сеара, Пернамбуку и Алагоас южнее до запада центрального Гояс и северного Минас-Жерайс (Бразилия). Длина тела 21,5 см, масса около 72 грамм.
Самки полностью чёрные, в то время как у самцов красное горло.